# Rácz Gábor (filmrendező)
Rácz Gábor (Nyíregyháza, 1940. – ) magyar dokumentumfilm-rendező, vadász.

## Élete
Nyíregyházán született, és annak környékén szerette meg az erdőt, többek között rovarokat már ekkoriban gyűjtögetett. (Évtizedek alatt kialalkult gyűjteménye az 1980-as években állami védelmet is kapott.) 1949-ben Budapestre költözött családjával, iskoláit is itt végezte el. 14 éves korától a Magyar Rovartani Társaság tagja. Bár biológusnak készült, végül Kollányi Ágoston meghívására a dokumentumfilmes világba (Mafilm). Idővel a Magyar Televízióhoz ment át dolgozni, ahol egy ideig Rockenbauer Pállal közösen néprajzi és szociográfiai filmeket készített. Gyakran külföldön dolgozott (pl. Mongólia, Japán, Amerika, Kenya területén).
1966-ban Rockenbauer Pállal megalapította a Természetfilm csoportot. Filmrendezői munkája mellett dolgozott gyártásvezetőként, producerként és egy időben a Naturfilm tulajdonosa is volt. 1971-től vadászik, napjainkban a 2010-es években az Országos Magyar Vadászkamara Fővárosi és Pest megyei elnöke volt.
Élete során mintegy 120 filmet készített. Talán legismertebb ezek közül A megsebzett bolygó és a Tizenkét hónap az erdőn című sorozatok.

## Filmjei (válogatás)
- Viperák (1967)[1]
- A megsebzett bolygó (1971)[2]
- Kas, köpü, kaptár... (1976)[2]
- Tizenkét hónap az erdőn (1986)[2]
- Tokió négy keréken (1992)[2]
- Viperák (színes újraforgatás, 1990-es évek)[3]
- Velencei-tó[4]
- A rovarvilág zenészei[5]
- Bugac[6]
- Böbe Afrikában[7]